# Hôtel de Mayenne
Hôtel de Mayenne je městský palác v Paříži. Nachází se v historické čtvrti Marais na rohu ulic Rue Saint-Antoine č. 21 a Rue du Petit-Musc č. 38 a 40 ve 4. obvodu. Fasády, střechy, vestibul s vnitřním schodištěm a bývalá zahrada jsou od roku 1974 zařazeny mezi historické památky. V paláci sídlí Lycée des Francs-Bourgeois.

## Historie
Na tomto místě stál už na počátku 14. století palác Petit-Musc (Petit-Muc), který patřil Bourbonům. Ludvík II. Bourbon jej roku 1378 prodal svému synovci králi Karlu VI. a ten ho daroval svému bratrovi Ludvíkovi I. Orleánskému. Roku 1562 jej získal markýz de Boissy.
V letech 1567-1569 byl palác, především corps de logis a křídla přestavěny pro biskupy de Langres. V roce 1605 koupil palác Karel II. Lotrinský, vévoda de Mayenne. V letech 1613-1617 byl přestavěn do dnešní podoby podle plánů architekta Jeana Androueta du Cerceau (1585-1649), především velké schodiště v křídle do zahrady a fasáda do ulice Rue Saint-Antoine. V roce 1621 po smrti Karla Lotrinského, jeho syn Jindřich stavební práce ukončil.
V letech 1645-1650 byly přidány balkony na ulici ozdobené lotrinským křížem. V letech 1707-1709 Karel Jindřich Lotrinský, hrabě de Vaudémont nechal palác upravit architektem Germainem Boffrandem (1667-1754).
V roce 1759 získala palác rodina Lefèvre d'Ormesson, které patřil až do roku 1812. Od roku 1870 sídlí v paláci škola Lycée des Francs-Bourgeois. V letech 1993-2001 byl dům v několika etapách postupně renovován.